# Xaver Fuhr
Franz Xaver Fuhr (* 23. September 1898 in Neckarau bei Mannheim; † 16. Dezember 1973 in Regensburg) war ein deutscher Maler, der nach 1920 in Mannheim arbeitete. Seine Werke galten in der Zeit des Nationalsozialismus als entartet und wurden 1937 teilweise beschlagnahmt. Nach 1943 zog er sich in die Oberpfalz zurück. 1946 wurde er zum Professor an der Kunstakademie in München berufen. Nach 1950 wohnte und arbeitete er in Regensburg.

## Leben und Werk
Fuhr begann als Autodidakt und orientierte sich zunächst an der Kunst von Paul Cézanne, Vincent van Gogh und den Künstlern der Brücke. Sehr bald fand er aber seinen von Kubismus und Neuer Sachlichkeit inspirierten eigenen Stil. Erste Erfolge konnte Fuhr 1920 verzeichnen, als der Leiter der Mannheimer Kunsthalle, Gustav Friedrich Hartlaub, einige seiner Werke ankaufte und ihm neben finanzieller Unterstützung eine Wohn- und Arbeitsmöglichkeit im Mannheimer Schloss verschaffte. Es folgten Ausstellung u. a. in Berlin, Danzig, Königsberg, Düsseldorf und Lübeck. Schließlich wurde Xaver Fuhr in den Deutschen Künstlerbund aufgenommen. 1930 erhielt er den Preis der Preußischen Akademie der Künste, 1931 den Villa-Romana-Preis des Deutschen Künstlerbunds.
Den thematischen Schwerpunkt seines Schaffens bilden städtische Motive, Industrieanlagen, Landschaften und Figurdarstellungen. Häufig strukturiert seine Bilder eine geflechtartige, streng-graphische Linearität, die gemeinsam mit starken Farben und harten Schwarz-Weiß-Kontrasten Fuhrs persönlichen Stil prägen. Ungeachtet seiner gegenständlichen Bildsprache strebte Fuhr gleichwohl nicht nach einer möglichst getreuen Widerspiegelung der Wirklichkeit; vielmehr durchdringt seine Werke eine individuelle Weltsicht, die häufig Aspekte jenseits des objektiv Dargestellten sichtbar macht.
In der Zeit des Nationalsozialismus war Fuhr bis zu seinem Ausschluss obligatorisch Mitglied der Reichskammer der bildenden Künste, und er konnte sich bis zum Berufsverbot an Ausstellungen beteiligen. Sicher belegt ist seine Teilnahme an sechs großen Ausstellungen, zuletzt 1937 an der „105. Großen Frühjahrsausstellung“ des Kunstvereins Hannover. 1937 wurden im Rahmen der deutschlandweiten konzertierten Aktion „Entartete Kunst“ nachweislich 25 seiner Werke aus dem Kronprinzen-Palais der Nationalgalerie Berlin, dem Kupferstichkabinett Berlin, der Staatlichen Kunstgewerbe-Bibliothek Dresden, dem Städelschen Kunstinstitut und Städtische Galerie Frankfurt/Main, dem Städtischen Museum Hagen, dem Kestner-Museum Hannover, der Staatlichen Kunsthalle Karlsruhe, dem Wallraf-Richartz-Museum Köln, den Kunstsammlungen der Stadt Königsberg, dem Museum Behnhaus Lübeck und der Städtischen Kunsthalle Mannheim beschlagnahmt. Ein großer Teil davon galt den Nazis als „international verwertbar“ und ging an Kunsthändler, die meisten an Bernhard A. Böhmer. Werke Fuhrs wurden 1937 in der Münchner Ausstellung „Entartete Kunst“ präsentiert. Fuhr selbst wurde mit Berufsverbot belegt. In den Jahren von 1936 bis 1946 musste sich Fuhr deshalb fast ausschließlich auf die Aquarell-Malerei beschränken.

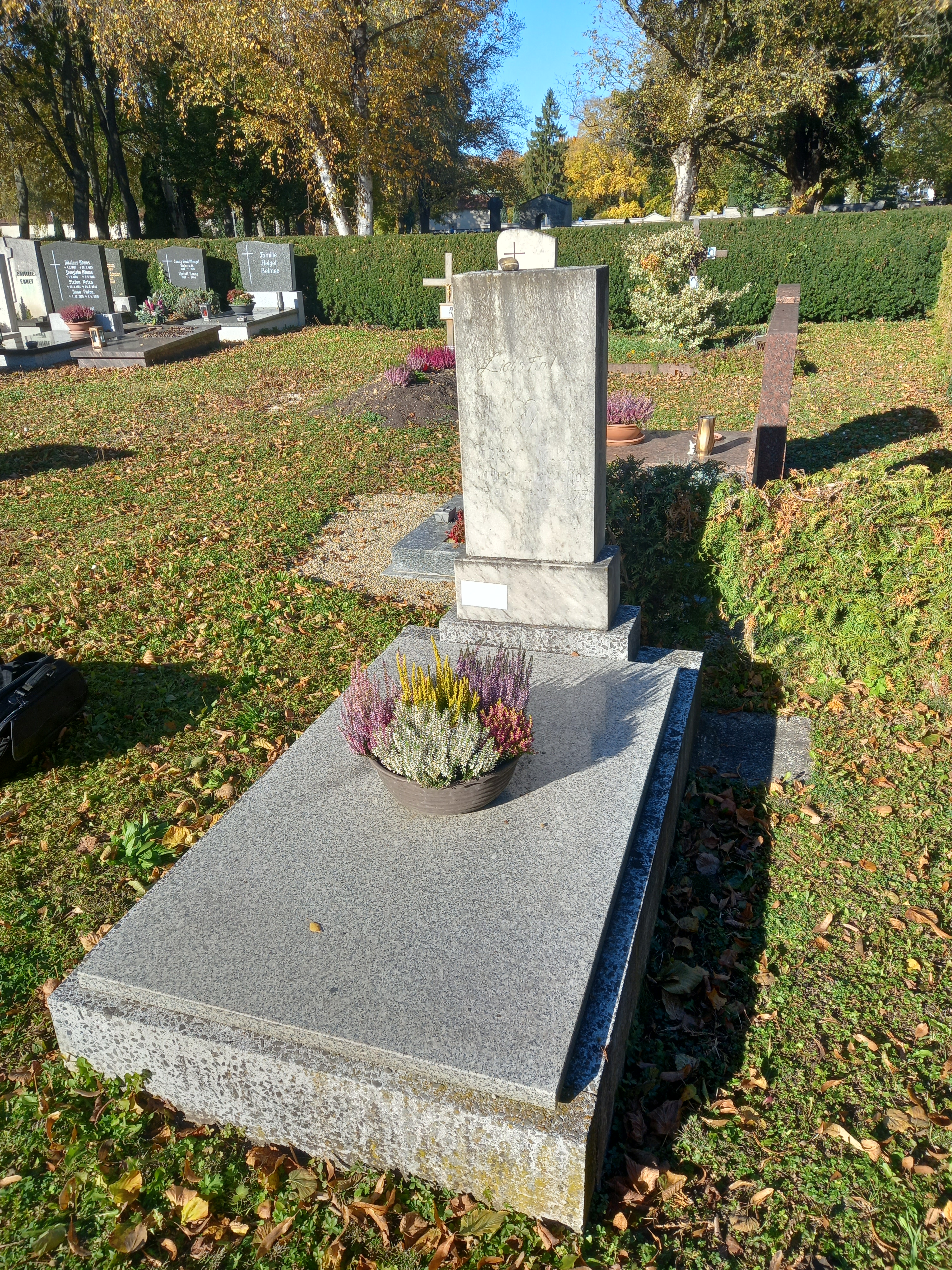
Das Grab von Xaver Fuhr auf dem Oberen Katholischen Friedhof in Regensburg

Sein berühmtestes Werk, die „Mannheimer Vision“ von 1931, schien das über Deutschland und insbesondere auch die Heimatstadt des Künstlers wenige Jahre später hereinbrechende Unheil anzukündigen: Das Gemälde zeigte in düsteren Schwarz- und Grautönen ein sargartiges Gebilde nebst gespenstisch-maskenhaften Fratzen, über der Neckarmündung schwebend.
Bereits seit 1936 von der Gestapo überwacht, wurde der Künstler 1942 durch eine Denunziantin als „politisch unzuverlässig“ bei der Gestapo angezeigt. Im Oktober 1943 wurden seine Wohnung und ein Teil der in Mannheim eingelagerten Werke Fuhrs bei einem Bombenangriff zerstört. Um weiterem politischen Druck zu entgehen, zogen Xaver Fuhr und seine Ehefrau Josefine 1943 zunächst nach Nabburg (Oberpfalz). Nach Kriegsende kamen sie 1950 mit Unterstützung des Museumsdirektors Walter Boll nach Regensburg, wo Fuhr in einer Mansardenwohnung im Haus Albertstraße Nr. 7a ein eigenes kleines Atelier einrichten konnte und bis zu seinem Tod wohnhaft blieb. 1946 wurde er Professor an der Akademie der Bildenden Künste in München, wo er zwanzig Jahre lang lehrte. Der Kunstkritiker Franz Roh und der Münchner Galerist Günter Franke setzten sich nach Kriegsende mit Publikationen und Ausstellungen für Fuhrs Werk ein. Im Jahr 1952 war Franz Xaver Fuhr Teilnehmer der 26. Biennale Venedig, 1955 der documenta 1 in Kassel. 1958 erhielt er die Albertus-Magnus-Medaille der Stadt Regensburg und 1963 den Hans-Thoma-Preis. Seine letzten Lebensjahre verbrachte der Künstler zurückgezogen in Regensburg. 1968 erhielt er dort den Kulturförderpreis der Stadt Regensburg.
Franz Xaver Fuhr starb am 16. Dezember 1973 im Alter von 75 Jahren in Regensburg. Er fand dort seine letzte Ruhestätte auf dem Oberen Katholischen Friedhof, wo sein Grab erhalten ist.
In Mannheim-Neuostheim und im Regensburger Stadtteil Burgweinting wurden Straßen nach ihm benannt.

## Bekannte Werke
Ein großer Teil der Werke Fuhrs befindet sich heute in Privatbesitz oder gilt als verschollen. In öffentlichen Museen befinden sich u. a.:
- Der blaue Turm, 55 × 65 cm, Stadtmuseum Ingolstadt
- Eisenbrücke, 97 × 77 cm, Museum Folkwang Essen
- Gotische Kathedrale, 97 × 77 cm, Museum Ludwig, Köln
- Gummibaum (Stilleben), 66 × 51 cm, Kunsthalle Mannheim
- Hafenbild mit gelbem Haus, 77 × 108 cm, Bayerische Staatsgemäldesammlungen, München
- Hafen in Stockholm, 77 × 110 cm, Hessisches Landesmuseum Darmstadt
- Die Leibwache, 160 × 47 cm, Kunsthalle Mannheim
- Mannheimer Vision, 1931, 107 × 140 cm, Städtische Galerie Regensburg[8]
- Palastruine, 93 × 50 cm, Städtische Galerie Regensburg
- Segelboot Jutta HYS, 77 × 97 cm, Museum für Kunst und Kulturgeschichte, Lübeck
- Stephansprozession, 100 × 261 cm, Museum Ludwig, Köln
- Rheinbrücke, 67 × 87 cm, Kunsthalle Mannheim
- Die Urne, 111 × 78 cm, Städtisches Galerie Regensburg
- Vorfrühling, 77 × 97 cm, Von der Heydt-Museum, Wuppertal
- Vorstadthäuser, 61 × 93 cm, Städtische Galerie Regensburg
- Zollhafen Mannheim, 110 × 150 cm, Kunsthalle Mannheim
- Wrack, 1932/35, 100 × 60 cm, Landesmuseum Mainz

## Ausstellungen
- 1929: Große Kunstausstellung, Kunstverein Kassel